# Schenectady Open 1993
Lo Schenectady Open 1993 è stato un torneo di tennis giocato sul cemento. È stata la 7ª edizione del torneo, che fa parte della categoria World Series nell'ambito dell'ATP Tour 1993 e della categoria Tier III nell'ambito del WTA Tour 1993. Si è giocato a Schenectady negli Stati Uniti dal 23 al 30 agosto 1993.

## Campioni

### Singolare maschile
Thomas Enqvist ha battuto in finale  Brett Steven con il punteggio di 4–6, 6–3, 7–6(0).

### Doppio maschile
Bernd Karbacher /  Andrej Ol'chovskij hanno battuto in finale  Byron Black /  Brett Steven con il punteggio di 2–6, 7–6, 6–1.

### Singolare femminile
Larisa Neiland ha battuto in finale  Natalija Medvedjeva con il punteggio di 6–3, 7–5.

### Doppio femminile
Rachel McQuillan /  Claudia Porwik hanno battuto in finale  Florencia Labat /  Barbara Rittner con il punteggio di 4–6, 6–4, 6–2.